# Kashgar
Địa khu Kashgar (tiếng Trung: 喀什地区, Hán-Việt: Khách Thập địa khu) là một địa khu thuộc Khu tự trị dân tộc Uyghur Tân Cương, Cộng hòa Nhân dân Trung Hoa. Địa khu này có diện tích 112.057 ki-lô-mét vuông, dân số năm 2015 là 4.499.158 người. Thủ phủ là thành phố Kashgar với dân số 506.640 người.

## Điều tra dân số Kashgar
| Dân tộc   | 2000      | 2000   | 2010      | 2010    |
| Dân tộc   | Dân số    | Tỷ lệ  | Dân số    | Tỷ lệ   |
| --------- | --------- | ------ | --------- | ------- |
| Uyghur    | 3.042.942 | 89,35% | 3.606.779 | 90,64%  |
| Hán       | 311.770   | 9,15%  | 318.281   | 8,00%   |
| Tajik     | 33.611    | 0,99%  | 40.111    | 1,01%   |
| Kyrgyz    | 5.078     | 0,15%  | 5.528     | 0,12%   |
| Hồi       | 5.046     | 0,15%  | 4.816     | 0,12%   |
| Uzbek     | 2.496     | 0,07%  | 2.050     | 0,05%   |
| Thổ Gia   | 829       | 0,02%  | 156       | < 0,01% |
| Miêu      | 649       | 0,02%  |           |         |
| Mông Cổ   | 634       | 0,02%  | 234       | < 0,01% |
| Tạng      | 530       | 0,02%  | 158       | < 0,01% |
| Choang    | 521       | 0,02%  | 234       | < 0,01% |
| Kazakh    |           |        | 306       | 0,01%   |
| Khác      | 1.607     | 0,05%  | 638       | 0,02%   |
| Tổng cộng | 3.405.713 | 100%   | 3.979.321 | 100%    |

## Các đơn vị hành chính
Nhiều huyện trong địa khu có tên tiếng Hán và tên tiếng Uyghur không liên quan đến nhau. Địa khu này gồm các đơn vị cấp huyện sau:
|    |                |                        |                                                  |                                |                                   |                                   |                        |                 |               |
| #  | Tên            | Chữ Hán (giản thể)     | Hán Việt                                         | Bính âm                        | Tiếng Uyghur (Ả Rập)              | Uyghur Latinh                     | Dân số (ước tính 2003) | Diện tích (km²) | Mật độ (/km²) |
| 1  | Kashi [Kaxgar] | 喀什市                 | Khách Thập thị                                   | Kāshí Shì                      | قەشقەر شەھىرى                     | Qeshqer Shehiri                   | 350.000                | 555             | 631           |
| 2  | Sơ Phụ         | 疏附县                 | Sơ Phụ huyện                                     | Shūfù Xiàn                     | قەشقەر كونا شەھەر ناھىيىسى        | Qeshqer Kona Sheher Nahiyisi      | 370.000                | 3.483           | 106           |
| 3  | Sơ Lặc         | 疏勒县                 | Sơ Lặc huyện                                     | Shūlè Xiàn                     | قەشقەر يېڭىشەھەر ناھىيىسى         | Qeshqer Yéngisheher Nahiyisi      | 290.000                | 2.262           | 128           |
| 4  | Yengisar       | 英吉沙县               | An Cát Sa huyện                                  | Yīngjíshā Xiàn                 | يېڭىسار ناھىيىسى                  | Yéngisar Nahiyisi                 | 230.000                | 3.421           | 67            |
| 5  | Poskam         | 泽普县                 | Trạch Phổ huyện                                  | Zépǔ Xiàn                      | پوسكام ناھىيىسى                   | Poskam Nahiyisi                   | 180.000                | 1.000           | 180           |
| 6  | Yarkand        | 莎车县                 | Toa Xa huyện                                     | Shāchē Xiàn                    | يەكەن ناھىيىسى                    | Yeken Nahiyisi                    | 620.000                | 9.037           | 69            |
| 7  | Kargilik       | 叶城县                 | Diệp Thành huyện                                 | Yèchéng Xiàn                   | قاغىلىق ناھىيىسى                  | Qaghiliq Nahiyisi                 | 370.000                | 28.929          | 13            |
| 8  | Makit          | 麦盖提县               | Mạch Cái Đề huyện                                | Màigàití Xiàn                  | مەكىت ناھىيىسى                    | Mekit Nahiyisi                    | 210.000                | 11.023          | 19            |
| 9  | Yopurga        | 岳普湖县               | Nhạch Phổ Hồ huyện                               | Yuèpǔhú Xiàn                   | يوپۇرغا ناھىيىسى                  | Yopurgha Nahiyisi                 | 140.000                | 3.166           | 44            |
| 10 | Peyziwat       | 伽师县                 | Già Sư huyện                                     | Jiāshī Xiàn                    | پەيزىۋات ناھىيىسى                 | Peyzivat Nahiyisi                 | 330.000                | 6.601           | 50            |
| 11 | Maralbexi      | 巴楚县                 | Ba Sở huyện                                      | Bāchǔ Xiàn                     | مارالبېشى ناھىيىسى                | Maralbeshi Nahiyisi               | 390.000                | 18.491          | 21            |
| 12 | Taxkorgan      | 塔什库尔干塔吉克自治县 | Tháp Thập Khố Nhĩ Can-Tháp Cát Khắc tự trị huyện | Tǎshíkù'ěrgān Tǎjíkè Zìzhìxiàn | تاشقۇرقان تاجىك ئاپتونوم ناھىيىسى | Tashqurqan Tajik Aptonom Nahiyisi | 30.000                 | 24.089          | 1             |